# Национальный военный мемориал Канады

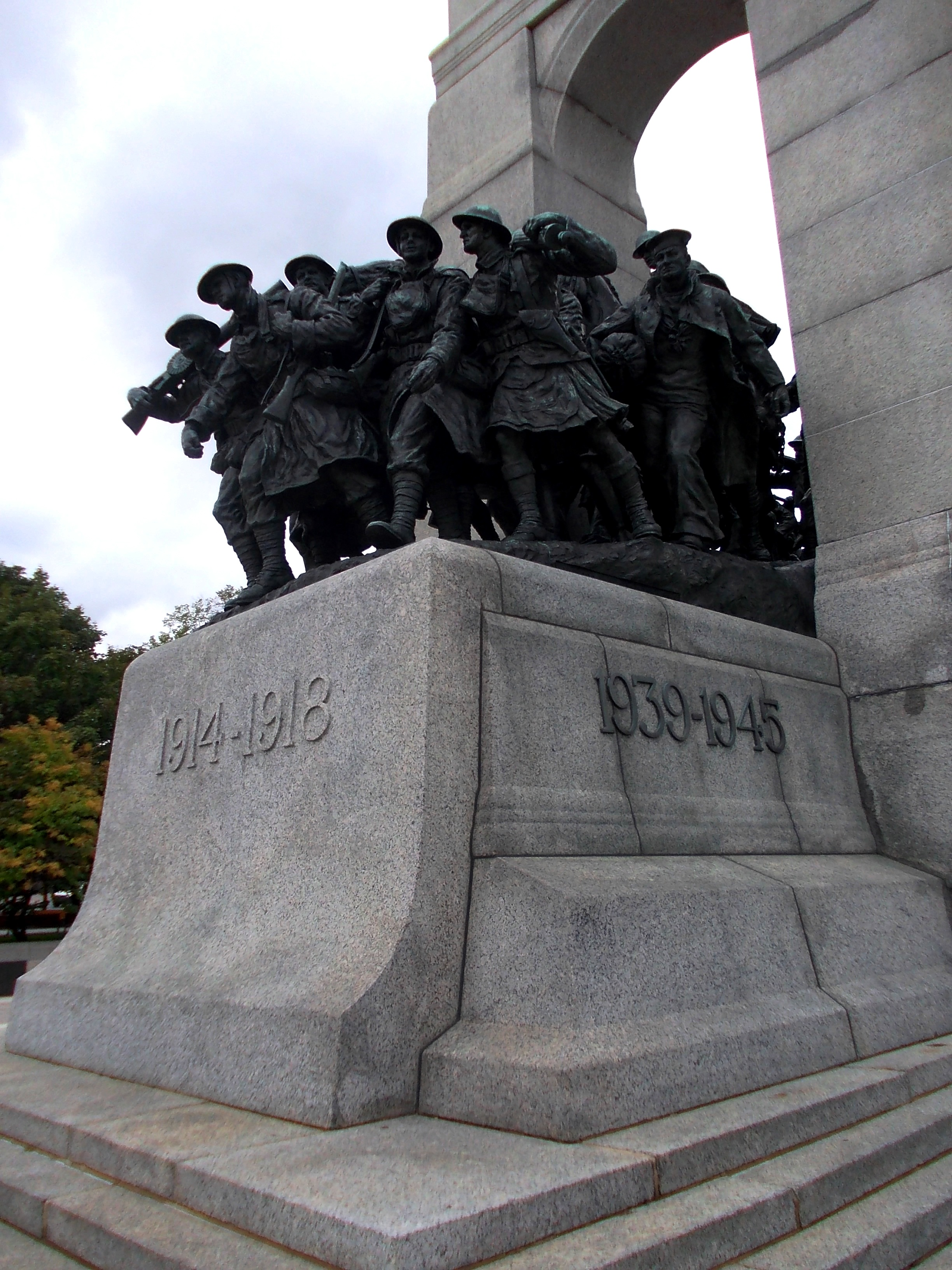
Национальный военный мемориал Канады

Национальный военный мемориал (англ. National War Memorial), также известный как The Response (ответное чувство) — монумент на площади Конфедерации в Оттаве, столице Канады. Торжественно открытый 21 мая 1939 года королём Георгом VI. Первоначально мемориал был посвящён участникам и жертвам Первой мировой войны. С 1982 года монумент стал также памятником канадцам, павшим за свою родину в течение Второй мировой и Корейской войны. С 2000 года перед мемориалом была сооружена Могила неизвестного солдата.

## Архитектурный конкурс
В 1925 году был дан старт крупномасштабному международному конкурсу, в целях которого было определить лучший проект для военного монумента в центре Оттавы (столицы тогда ещё британского доминиона). Мемориал должен был отвечать некоторым идейным требованиям. Композиция монумента должна была быть полна духом героизма и самопожертвования и вызывать патриотические чувства у канадцев. В конкурсе могли участвовать все подданные Британской империи, лица, временно находящиеся на территории империи, а также подданные союзников Британии по Первой мировой войне.
Всего за время существования акции было рассмотрено 127 проектов: 66 из самой Канады, 24 из Англии, 21 из союзной Франции, 7 из США, 5 из Бельгии, 2 из Италии, по одной из Шотландии и Тринидада. Вышедшие в своеобразный финал конкурса 7 наилучших с точки зрения комиссии работ были представлены к голосованию.

## Теракт 22 октября 2014 года
У мемориала 22 октября произошёл теракт. Нападавший Мишель Зихаб Бибо смертельно ранил солдата Почётного караула, раненый скончался в больнице.

## Конвой свободы
Власти Оттавы по первым дням Конвоя решили оградить забором Мемориал. 12 февраля 2022 года Ветераны ВС Канады снесли забор и провели Поминовение павших.

## Примечания

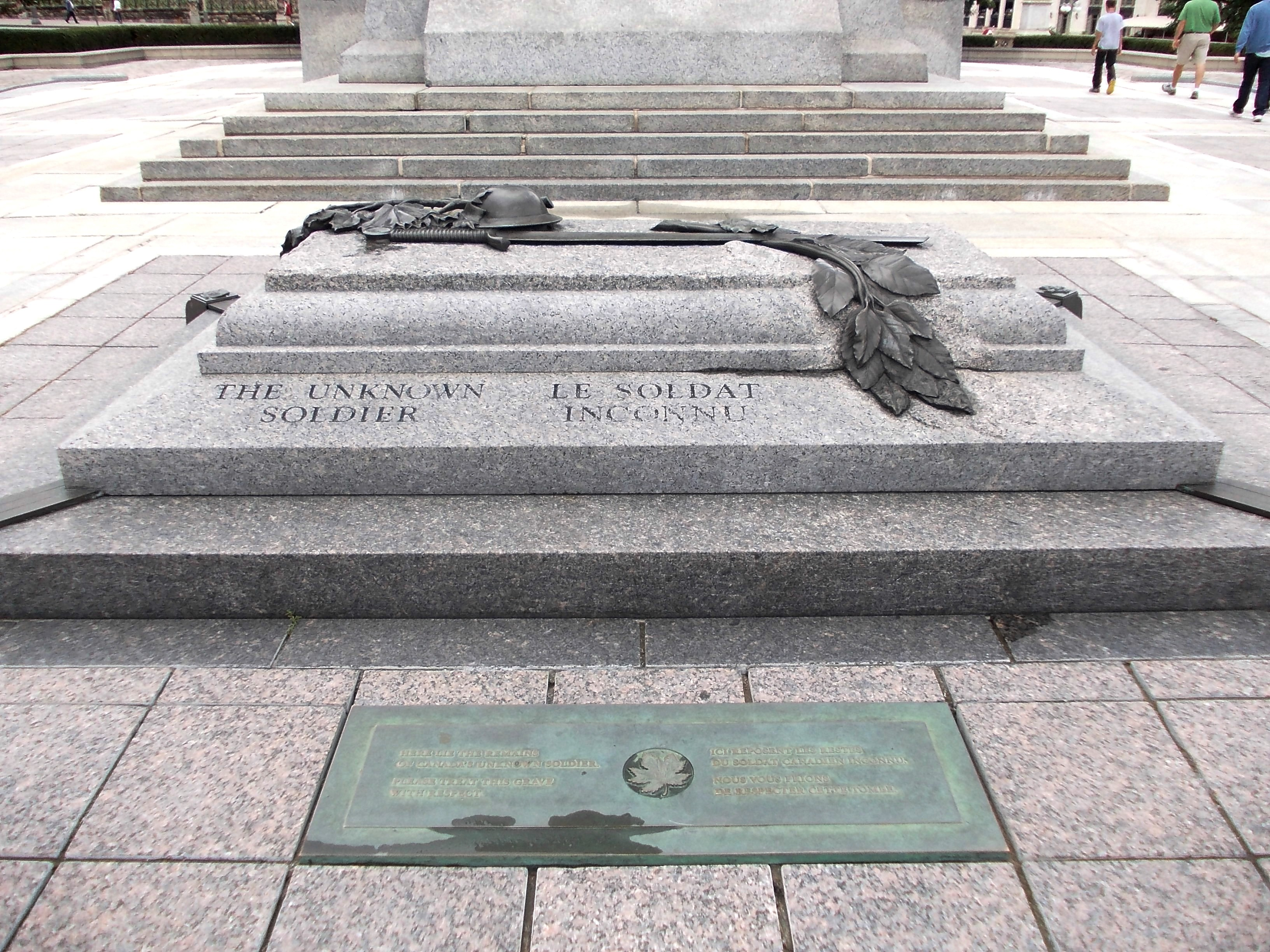
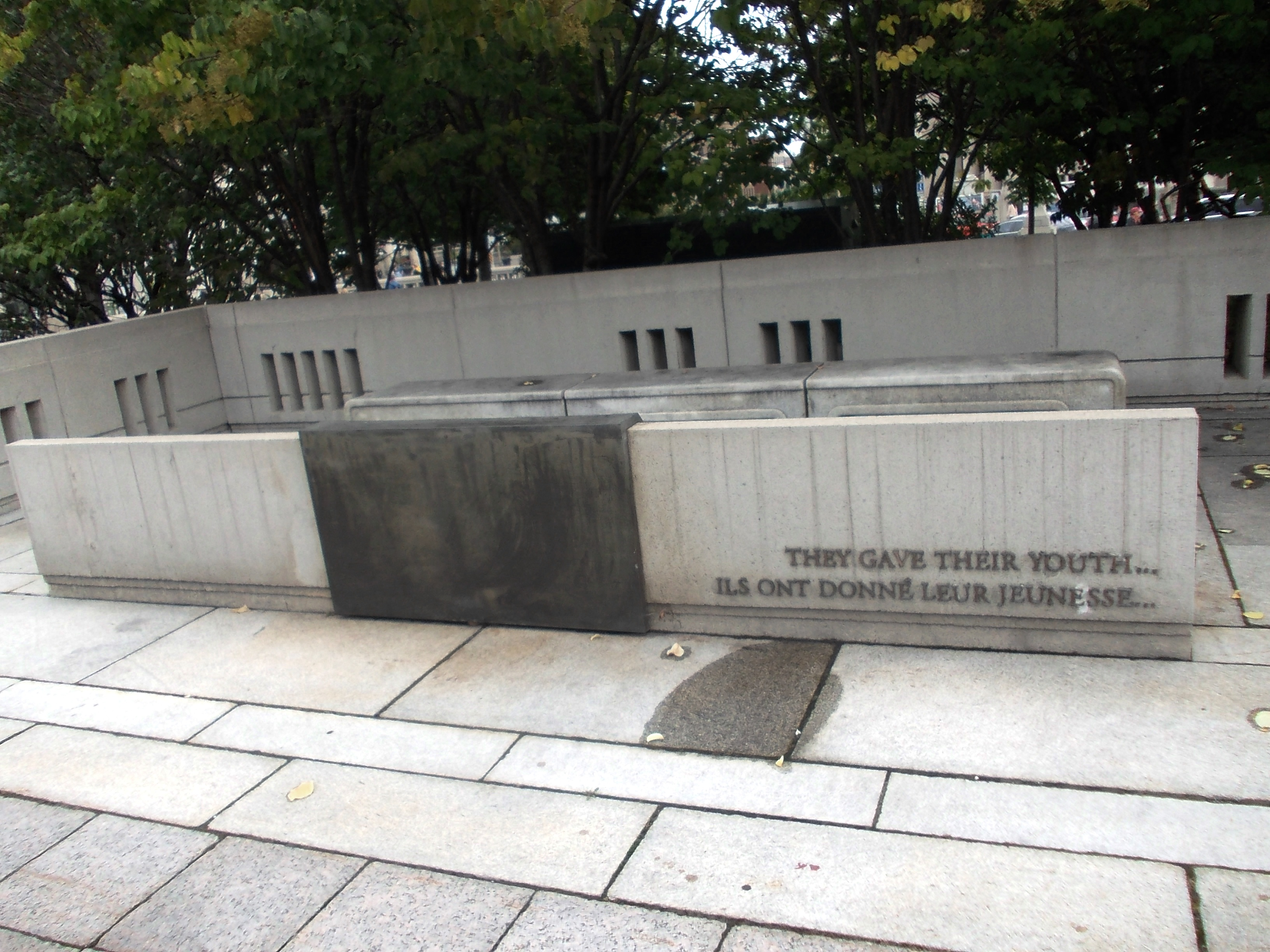
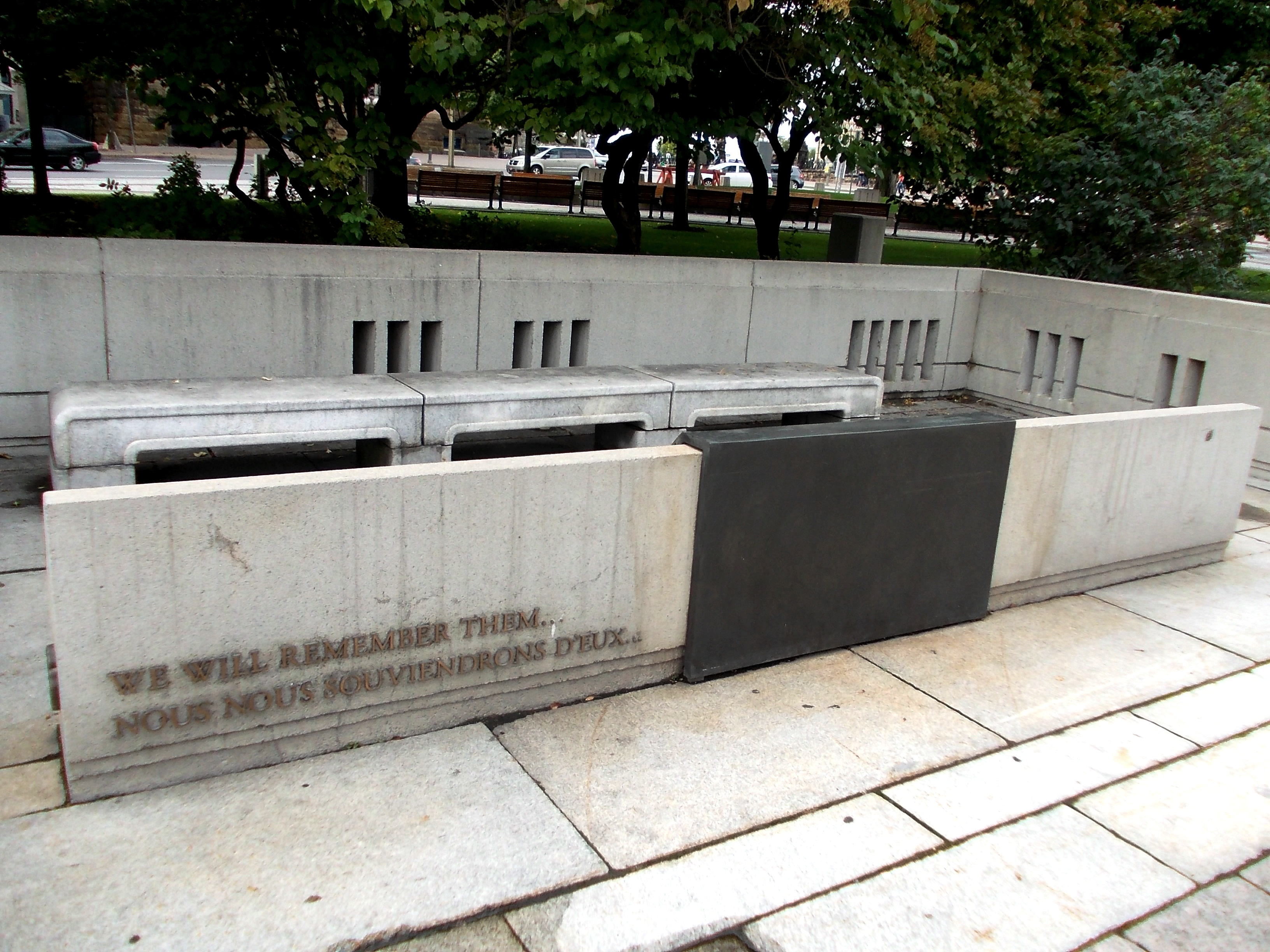